# Московская славянская языческая община
«Московская славянская языческая община» (МСЯО, с 2003 — «Московское славянское языческое объединение») — одна из российских организаций в рамках славянского неоязычества (родноверия). Первая неоязыческая община Москвы, созданная первыми советскими неоязычниками.
Основана в 1989 году на базе «Всемирного антисионистский и антимасонский фронт (ВАСАМФ) „Память“» одного из основателей русского неоязычества Валерия Емельянова и Клуба славяно-горицкой борьбы Александра Белова (Селидора) и Алексея Добровольского (Доброслава). В создании принимал участие также «Национальный клуб древнерусских ратоборств» с центральным клубом «Сварог» в Москве.
23 декабря 1989 года в лесу в окрестностях подмосковной платформы «Салтыковская» Горьковского направления железной дороги Емельяновым, Беловым, Алексеем и Сергеем Добровольскими было организовано первое в Советском Союзе относительно массовое, численностью больше ста человек, открытое неоязыческое служение богу солнца Хоросу и «антикрещение» в «славяно-языческую веру» группы новообращённых числом около 25 человек, которые получили новые «имена во Хоросе».
В 1990 году Белов исключил Емельянова и его сторонников, включая Алексея Добровольского (Доброслава), из своей «Московской языческой общины» за политический радикализм. Руководимая Беловым община, взяла имя «Московская славянская языческая община», заявила о своей аполитичности и ориентированности лишь на «древнюю славянскую духовность» и отмежёвывалась от фашизма. В ней был принят запрет на членство в политических партиях, однако Белов в 1994 году вошёл в политсовет партии «Русский стиль», созданной при концерне «Гермес», и стал членом редколлегии одноимённого журнала.
18 марта 1990 года  в парке у станции метро «Войковская» в Москве было проведено открытое неоязыческое богослужение, где раздавались антихристианские листовки Емельянова, однако он сам уже не присутствовал после раскола с Беловым.
В начале 1990-х годов МСЯО, подобно многим другим таким движениям, перенесла ряд расколов. В итоге к 2000 году её размер сократился до 10 человек. В частности, от неё отделилась община, назвавшая себя «Наследие», члены которой называют себя «наследниками». Из МСЯО выделились другие общины, в том числе Калужская славянская община, которая позднее организовала «Союз славянских общин славянской родной веры». Кроме калужской части, МСЯО включала отделения в Калининграде, Владимире, Ижевске, Рязани.
Официально в качестве религиозного объединения МСЯО была зарегистрирована 14 февраля 1994 года, став первой официально зарегистрированной неоязыческой общиной в России, что было для неоязычников существенным свидетельством признания их властями.
МСЯО временно была среди учредителей «Союза славянских общин славянской родной веры». «Московская языческая община» под руководством Белова выпускала журнал «Сокол». Изначально в общине наметился раскол, который отражал борьбу между двумя тенденциями во всём неоязыческом движении, более умеренными и более националистически настроенными. Органом МСЯО была газета «Народная воля».
В 1995 году филиалом МСЯО с целью получить официальную регистрацию 1 октября 1995 года стала Калужская славянская община. Купальский праздник июня 1995 года был организован пятью общинами, которые представляли Москву, Калугу, Обнинск, Ижевск и Рязань.
В 1995 году из МСЯО вышел Белов, переключившись на славяно-горицкую борьбу. После этого руководство осуществлял Сергей Игнатов (жрец Перунов Млад), получивший жреческое посвящение от Белова. Вначале им проводились купальские обряды под Калугой, собиравшие до сотни участников. При общине существовала «Дружина Арконы», которая затем была преобразована в «Русскую заставу», участники которой занимались историческим фехтованием и кулачным боем.
Со второй половины 1990-х годов МСЯО, и вслед за ней и Калужская языческая община начали избегать термина «язычество», предпочитая в отношении себя термин «славяне», а в отношении своей религии — «славянство».
В Совет координаторов «Московской славянской языческой общины» входил Владимир Авдеев, который с конца 1990-х годов развивал собственное учение «расология» (о превосходстве «нордической расы» над другими).
В сентябре 1998 года МСЯО приняла решение не допускать к участию в своей деятельности «лиц профашистской и экстремистской направленности», что было закреплено дополнительным решением, принятым в августе 2000 года.
В 2000 году община участвовала в подписании Коломенского соглашения. МСЯО и общинами Московской области было подписано Коломенское обращение о том, что необходимо вечевое устройство организации. В марте 2002 года МСЯО выступила одним из инициаторов Битцевских документов и соучредителем незарегистрированного неоязыческого объединения «Круга языческой традиции», став его центром. «Круг языческой традиции» был создан в 2002 году на капище в Битцевском лесопарке (Москва).
В марте 2004 года три входившие в КЯТ общины («Родолюбие — Коляда вятичей», Содружество природной веры «Славия» и «Московская славянская языческая община») направили письмо мэру Москвы Юрию Лужкову с обращением в защиту московских курганов в качестве мест почитания предков и совершения языческих ритуалов. Они также указывали на факты осквернения их капищ и идолов и требовали защитить их права на проведение обрядов в местах, рассматриваемых ими как святые.
Летом 2004 года в ходе Купальского праздника КЯТ едва не распался по причине соперничества двух групп, одна из которых, «Круг Бера», поклонялась Велесу, а другая, «Московская славянская языческая община», предпочитала Перуна. Конфликт удалось разрешить с трудом.